# Касабланка (Чилі)
Касабланка (ісп. Casablanca) — місто в Чилі. Адміністративний центр однойменної комуни. Населення міста — 14437 осіб (2002). Місто і комуна входить до складу провінції Вальпараїсо і регіону Вальпараїсо.
Територія — 953 км². Чисельність населення — 26 867 мешканців (2017). Щільність населення — 28,2 чол./км².

## Розташування

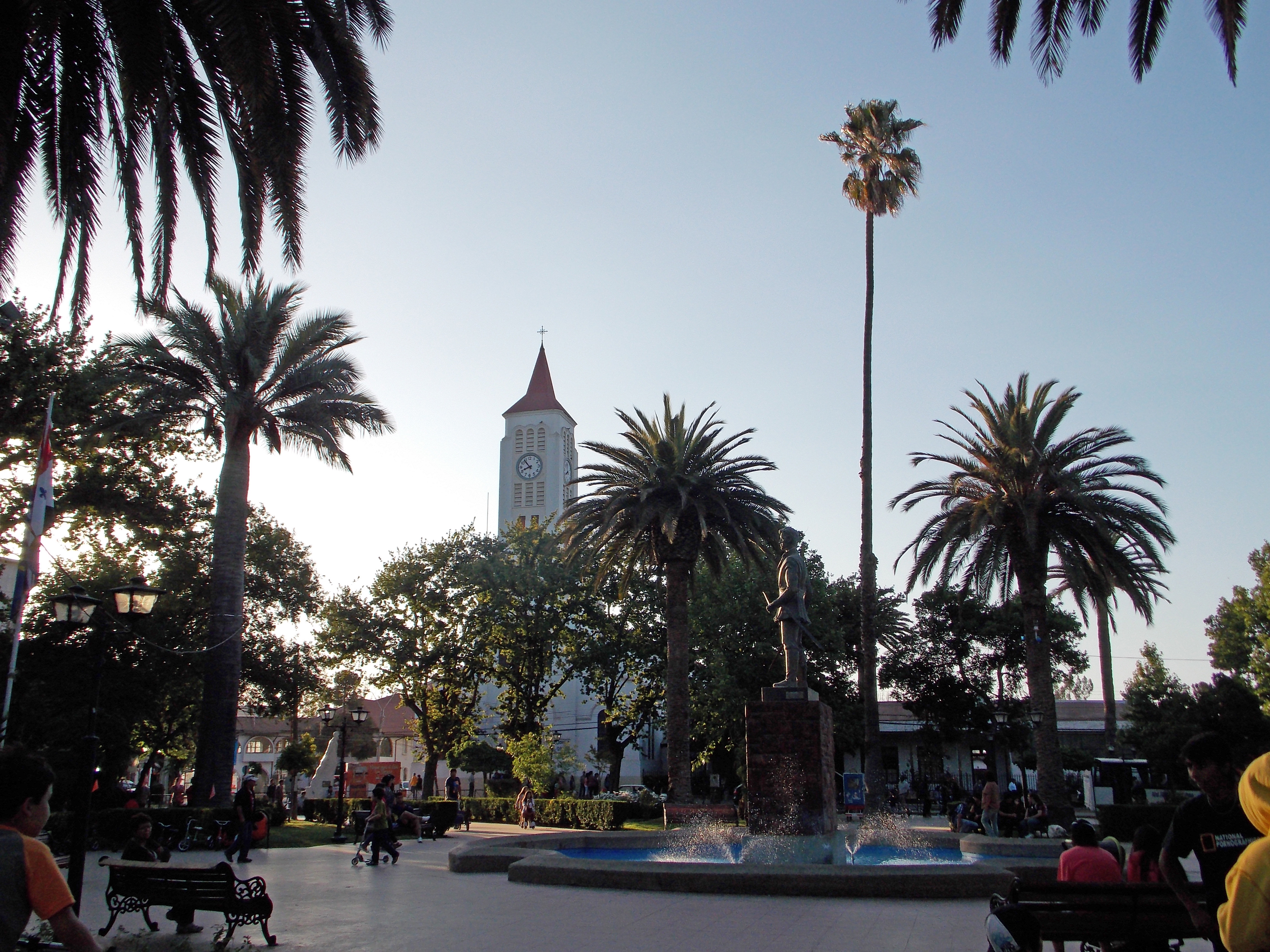
Площа Армас у Касабланці.

Місто розташоване за 38 км на південний схід від адміністративного центру області міста [Вальпараїсо].
Комуна межує:
- на півночі — з комуною Вальпараїсо
- на північному сході — з комуною Кільпуе
- на сході — з комуною Куракаві
- на південному сході — з комуною Марія-Пінто
- на півдні — з комуною Картахена
- на південному заході — з комуною Ель-Табо
- на заході — з комунами Альгарробо, Ель-Кіско

На заході знаходиться узбережжя Тихого океану.